# Иманова, Сакина Дадаш кызы
Сакина Дадаш кызы Иманова (азерб. Səkinə Dadaş qızı İmanova; 12 августа 1908, Карадаглы — 12 августа 1975, там же) — советский азербайджанский хлопковод, Герой Социалистического Труда (1948).

## Биография
Родилась 12 августа 1908 года в селе Карадаглы Шушинского уезда Елизаветпольской губернии (ныне село в Агдамском районе Азербайджана).
С 1932 года колхозница, звеньевая колхоза имени Тельмана Агдамского района. В 1948 году получила урожай хлопка 85,75 центнеров с гектара на площади 5 гектаров.
Указом Президиума Верховного Совета СССР от 10 марта 1948 года за получение в 1947 году высоких урожаев хлопка Имановой Сакине Дадаш кызы присвоено звание Героя Социалистического Труда с вручением ордена Ленина и золотой медали «Серп и Молот».
С 1956 года пенсионер союзного значения.
Активно участвовала в общественной жизни Азербайджана. Член КПСС с 1944 года.
Скончалась 12 августа 1975 года в родном селе Карадаглы.